# فيصل الإبراهيم
فيصل بن فاضل الإبراهيم وزير الاقتصاد والتخطيط السعودي منذ 3 مايو 2021، وإلى جانب منصبه الوزاري فهو أيضًا المشرف العام على أمانة مجلس الشؤون الاقتصادية والتنمية، ورئيس مجلس إدارة الهيئة العامة للإحصاء. ورئيس مجلس إدارة صندوق البنية التحتية الوطني.

## التعليم
حاصل الإبراهيم على درجة الماجستير في إدارة الأعمال من معهد ماساتشوستس للتكنولوجيا، وودرجتَيْ البكالوريوس في تخصصَيْ الاقتصاد والمحاسبة من جامعة ولاية بنسلفانيا.

## الحياة العملية
عمل الإبراهيم في القطاع الخاص، حيث كان رئيسًا لعمليات الاندماج والاستحواذ في تطوير الأعمال الجديدة في شركة أرامكو السعودية، خلال الفترة من 2012 إلى 2014، وأيضا نائبًا لرئيس التنمية والتطوير خلال 2013 إلى 2015، كما عمل مديرًا لمشروع اندماج عمليات أسطولَيْ شركة فيلا البحرية العالمية وشركة البحري، ومديرًا للشؤون التجارية والمالية بمشروع مجمع الملك سلمان العالمي للخدمات والصناعات البحرية برأس الخير بين عامَيْ 2014 و2015.
وبعد أن كان مستشارًا لدى الوزارة، صدر الأمر الملكي بتعيينه نائبًا لوزير الاقتصاد والتخطيط في فبراير 2018، حتى صدر الأمر بتعيينه وزيرًا للاقتصاد والتخطيط في 3 مايو 2021.

## الرئاسات والعضويات
- المشرف العام على أمانة مجلس الشؤون الاقتصادية والتنمية.
- عضو مجلس إدارة شركة أرامكو السعودية (منذ 2024).
- رئيس مجلس إدارة الهيئة العامة للإحصاء (منذ 2021).
- رئيس مجلس إدارة صندوق البنية التحتية الوطني (منذ 2024).[6]
- عضو مجلس إدارة هيئة الرقابة النووية والإشعاعية (منذ 2022).
- عضو مجلس إدارة صندوق التنمية الثقافي (منذ 2021).
- عضو مجلس إدارة المجلس الوطني لقياس أداء الأجهزة العامة «أداء» (منذ 2020).
- عضو مجلس إدارة هيئة المحتوى المحلي والمشتريات الحكومية (منذ 2019).
- عضو مجلس إدارة مركز تنمية الإيرادات غير النفطية (منذ 2019).
- عضو مجلس إدارة الشركة الوطنية لخدمات كفاءة الطاقة «ترشيد» (منذ 2018).
- عضو مجلس إدارة صندوق التنمية الوطني (منذ 2021).
- مستشار الاستراتيجية في شركة «أوبر» (2015 – 2016).
- عضو مجلس إدارة مصنع الأجهزة الجيوفيزيائية المحدودة (2014 – 2015).
- عضو المجلس الاستشاري للقادة الشباب في شركة أرامكو (2011 – 2012).
- مستشار مالي لتطوير الأعمال في شركة أرامكو (2009 – 2012).
- مستشار في مجموعة بوسطن الاستشارية في الإمارات (2008).[5]

تكريمات
تم اختياره كقائد عالمي شاب لعام 2020 من «المنتدى الاقتصادي العالمي»